# Melissa Torres
Melíssa Torres Sandoval (Ciudad de México; 3 de febrero de 1984) es una tenista y política mexicana. Exmiembro del extinto Partido Encuentro Social
Actualmente es Diputada Federal por el partido Encuentro Social en la LXIII Legislatura. Asimismo, es una tenista mexicana. Ha ganado 6 títulos en individuales durante su carrera, cinco de los cuales los consiguió en su país natal. Quizás uno de sus mayores logros ha sido llegar a los cuartos de final en el Abierto Mexicano de Acapulco en su edición 2007, convirtiéndose así en la primera jugadora de origen mexicano que logró superar la primera ronda de este torneo categoría Tier III del Circuito Profesional, al vencer a la australiana Nicole Pratt (45-WTA) y a la checa Eva Birnerova (71). Fue semifinalista en el ITF de Coatzacoalcos, dotado con 25 mil dólares y finalista de una justa similar realizada en Jackson, Misisipi. En la Copa Federación, Torres acumula en su récord 18 victorias y 13 derrotas. En la eliminatoria del grupo I de la zona americana que se desarrolló en Argentina, tuvo triunfos sobre la brasileña María Fernanda Alves y la chilena Andrea Koch, pero se vio obligada a abandonar por lesión ante la colombiana Mariana Duque. En los Juegos Centroamericanos de Cartagena de Indias, Melissa obtuvo presea de bronce, mientras que en los Juegos Panamericanos de Río de Janeiro, alcanzó la ronda semifinal.
Además de su carrera deportiva, Melissa estudió la carrera de Administración de Negocios en la Universidad Anáhuac México Sur y en el 2007 representó a México en la Universiada Mundial en Bankok.

## Títulos (12)

### Individuales (6)
| Títulos por superficie |
| Dura (6)               |
| Tierra batida (0)      |
| Hierba (0)             |
| Moqueta (0)            |

| N.º | Fecha                    | Torneo                          | Superficie | Oponente en la final           | Resultado      |
| --- | ------------------------ | ------------------------------- | ---------- | ------------------------------ | -------------- |
| 1.  | 12 de agosto de 2001     | Poza Rica, México               | Dura       | Erika Clarke (México)          | 6-4 6-7(4) 7-5 |
| 2.  | 8 de octubre de 2001     | Ciudad de México, México        | Dura       | María Eugenia Brito (México)   | 6-1 6-4        |
| 3.  | 14 de octubre de 2001    | Pachuca, México                 | Dura       | María Eugenia Brito (México)   | 6-2 6-2        |
| 4.  | 12 de septiembre de 2004 | Ciudad Victoria, México         | Dura       | Tamara Encina (Estados Unidos) | 6-2 6-0        |
| 5.  | 25 de septiembre de 2004 | Nueva San Salvador, El Salvador | Dura       | Roxane Vaisemberg (Brasil)     | 6-3 2-6 7-5    |
| 6.  | 14 de noviembre de 2004  | Ciudad de México, México        | Dura       | Micaela Morán (Argentina)      | 6-3 7-5        |

### Finalista en individuales (3)
| - 2004: Matamoros (perdió contra Story Tweedie-Yates) - 2004: Ciudad de México (perdió contra Frederica Piedade) - 2007: Jackson (perdió contra Olga Govortsova) |

### Dobles (6)
| N.º | Fecha                    | Torneo                         | Pareja                         | Oponentes en la final                                         | Resultado   |
| --- | ------------------------ | ------------------------------ | ------------------------------ | ------------------------------------------------------------- | ----------- |
| 1.  | 7 de abril de 2002       | Coatzacoalcos, México          | Jorgelina Cravero (Argentina)  | Ekaterina Kozhokhina (Rusia) y Anastasia Rodionova (Rusia)    | 6-4 6-3     |
| 2.  | 25 de septiembre de 2004 | Nueva San Salvdor, El Salvador | Marcela Arroyo (México)        | Patricia Holzman (Argentina) y Hilda Zuleta-Cabrera (Ecuador) | 6-1 7-5     |
| 3.  | 24 de octubre de 2004    | Aguascalientes, México         | Marcela Arroyo (México)        | Jorgelina Cravero (Argentina) y Flavia Mignola (Argentina)    | 6-3 6-2     |
| 4.  | 14 de noviembre de 2004  | Ciudad de México, México       | Marcela Arroyo (México)        | Lorena Arias (México) y Erika Clarke (México)                 | 4-6 6-3 7-5 |
| 5.  | 21 de noviembre de 2004  | Puebla, México                 | Marcela Arroyo (México)        | Lorena Arias (México) y Erika Clarke (México)                 | 6-1 3-6 6-0 |
| 6.  | 16 de febrero de 2007    | Monterrey, México              | Florencia Molinero (Argentina) | Frederica Piedade (Portugal) y Roxane Vaisemberg (Brasil)     | 6-1 7-5     |